# Araneus inustus
Araneus inustus là một loài nhện trong họ Araneidae.
Loài này thuộc chi Araneus. Araneus inustus được Ludwig Carl Christian Koch miêu tả năm 1871.